# 马克斯·赫斯 (体操运动员)
马克斯·赫斯（德語：Max Hess，1877年12月29日—1969年6月22日），美国男子体操运动员。他曾获得1904年夏季奥运会体操比赛男子团体全能金牌。他在该届奥运会也参加了田径比赛。